# Vrhovni poveljnik
Vrhovni poveljnik je poveljnik nacionalnih vojaških sil. V večini držav je vrhovni poveljnik civilna oseba, po navadi je to predsednik države ali kralj. Njegova funkcija je v večini primerov zgolj formalna in simbolizira civilni nadzor nad vojsko. Predsednik republike je vrhovni poveljnik Slovenskih obrambnih sil.